# Fietsas Coupure-Groendreef-Trekweg
De fietsas Coupure-Groendreef-Trekweg of kortweg fietsas Coupure, is de drukste fietsroute van Gent, met tot 10.000 fietsers per dag. Hij ligt op de zuidwestoever van de kanalen Coupure en Brugse Vaart, net ten westen van het historische stadscentrum. 
Sinds mei 2022 is deze rechtlijnige fietsas van ruim zes kilometer kruisingsvrij, doordat deze ononderbroken opeenvolging van fietsstraten, een fietsbrug en fietspaden dankzij vier fietsonderdoorgangen onder de bruggen met autoverkeer door gaat. Er zijn nog wel kruispunten met kleine zijstraten langs één zijde, maar daar heeft de fietsas voorrang gekregen. Dit betekent dus dat doorgaand (fiets)verkeer op deze as nergens moet stoppen voor verkeerslichten of voorrang moet verlenen (behalve dan aan enkele zebrapaden of een ander fietspad). De Speybrug buiten beschouwing genomen, loopt het kruisingsvrije traject langs het kanaal zelfs verder tot aan de N461 op de grens met Aalter, zeventien kilometer in totaal.
Delen van deze fietsas zijn onderdeel van fietssnelweg F405 (Gent-Lievegem) en van de Gentse Oost-Westfietsroute, beide bedoeld voor functioneel fietsverkeer. De volledige as is deel van de LF Kunststedenroute, LF Vlaanderenroute en van het fietsknooppuntennetwerk, voor recreatief fietsverkeer.
De as is de eerste die specifiek voor fietsverkeer werd uitgebouwd in Gent. Ook op het niveau van Vlaanderen en België was dit een stedelijk pioniersproject.

## Geschiedenis

### Begin
De geschiedenis als fietsas startte rond 1993, toen een tweerichtingsfietspad werd aangelegd langs de eenrichtingsstraat Coupure-Links, achter de bomenrij aan het water. Dit viel samen met de start van het Fietsplan Gent. De aanleg van dat fietspad was toen niet algemeen aanvaard. In de begintijd was het doelpubliek vooral de studenten. Er ligt een campus van Universiteit Gent langs de Coupure-Links en de studentenbuurt van Gent ligt in het verlengde, rond de Blandijnberg, maar in de jaren 1990 waren fietsers van middelbare leeftijd ook minder algemeen in Gent. In de publieke opinie werden de fietsers soms gelijkgesteld aan de studenten, dus een randgroep.
De as werd populair doordat fietsers hier langs het water op een directe manier ten zuidwesten rond het centrum door konden fietsen. Zeker omdat het stadscentrum zelf toen nauwelijks befietsbaar was wegens de vele kasseistraten en het toen drukkere autoverkeer.
Als eerste kunstwerk werd aan de Groendreef de fietsonderdoorgang gebouwd onder de Jozef Guislainbrug (voor het jaar 2000). Even verder aan die Groendreef ligt sinds 1999 met de blauwe fietsbrug Westerringspoorbrug een dwarsverbinding naar de overkant van het kanaal Gent-Brugge, naar een tweede fietsas die in Gent uitgebouwd werd, het Westerringspoor (later een onderdeel van Fietssnelweg F400).

### Verdere uitbouw
In 2006 werd de fietsonderdoorgang gebouwd onder de Bargiebrug, dus een verbinding tussen Leiekaai en Zuidkaai. Toen was bovenop deze brug nog druk autoverkeer. Sinds het Gentse circulatieplan van 2017 heeft deze onderdoorgang enkel nog nut om geen bussen, taxi's en fietsen te moeten dwarsen boven op de brug.
Verderop kende het deel Trekweg van Mariakerke tot de gemeente Lovendegem nooit fietspaden. In 2010 werd er eenrichtingsautoverkeer ingevoerd waardoor de sluiproute voor autoverkeer tussen Vinderhoute en Gent onmogelijk werd. In december 2012 kwam er een verbod voor gemotoriseerd vervoer om fietsers in te halen, door de opname van het begrip fietsstraat in de Belgische wegcode. Voor dit type fietsstraat met inhaalverbod had het de Belgische en Europese primeur, samen met de Visserij. Het bleek wel moeilijk het inhaalverbod te laten naleven in deze lange rechte, afgelegen straat.
Sinds het Circulatieplan Gent (2017) werden op de Gentse fietsassen, meer bepaald langs de Coupure-Links, hogere aantallen fietsers geteld, een stijging van zo'n twintig procent.
In 2018 kwam er een drastische wijziging toen op de Coupure-Links dit ondertussen te smalle fietspad officieel voetpad werd. Fietsers verhuisden naar de rijbaan en werden er zelfs de hoofdgebruiker doordat de straat een officiële fietsstraat werd, Daardoor mag gemotoriseerd verkeer (hier lokaal eenrichtingsverkeer) er de fietsers niet meer inhalen. In 2017 was al gezorgd voor minder gemotoriseerd verkeer in de straat door het Gentse circulatieplan. Dus waar het 25 jaar eerder nodig was om de weinige fietsers met een afgescheiden fietspad te beschermen tegen de druk van het autoverkeer op de rijbaan, was de situatie in 2018 dat de rijbaan autoluw werd gemaakt en voor het "drukke" fietsverkeer ingericht, en doorgaand autoverkeer verplaatst naar de parallelle stadsring R40.
De fietsstraten kregen ook voorrang op zijstraten aan de overblijvende kruispunten, behalve op het ene drukke kruispunt met de Nieuwe Wandeling (Contributiebrug), waar een verkeerslicht was ingevoerd voor de toen nog gelijkgrondse fietsoversteek over de drukke weg.

### Recente geschiedenis
Tijdens de coronapandemie werden ook de fietspaden langs Zuidkaai en Groendreef tijdelijk voorbehouden voor voetgangers. Fietsers verhuisden ook hier naar de rijbaan tussen de auto's, die tijdelijk fietsstraat werd. Nadien bleef deze maatregel behouden op het gedeelte Groendreef (vanaf de R40) - Willemotdreef. Om de fietsers op de rijbaan te kunnen laten rijden, is de Groendreef daar autoluw gemaakt door een barrière voor autoverkeer. Nadien bleef enkel nog tussen de Bargiebrug en de Ghuislainbrug een fietspad over dat afgescheiden is van het autoverkeer, dit door een berm met bomenrij. 
In 2016 en 2022 werden ook fietsonderdoorgangen gebouwd onder de twee drukste verkeersbruggen over de Coupure (Rozemarijnbrug en Contributiebrug). Samen met die laatste werd ook de Tweegatenbrug herbouwd tot fietsbrug, en de tussenliggende straat Jan Van Hembysebolwerk vervangen door parkzone. In plaats van een brede straat met geparkeerde auto's ligt hier nu dus een fietspad door het groter geworden Groenevalleipark. 
De hellingen van de fietsonderdoorgangen kregen, op de plaatsen waar ze aansluiten op de fietsstraat, voorrang op het (auto)verkeer in die straat. 

## Traject
- Coupure-Links (fietsstraat sinds 2018)
  - fietsonderdoorgang Rozemarijnbrug (2016)
  - fietsonderdoorgang Contributiebrug (2022, Nieuwe Wandeling)
- Jan Van Hembysebolwerk (sinds 2022 fietspad door het uitgebreide Groenevalleipark)
  - Tweegatenbrug (herbouwd als fietsbrug 2022)
- Leiekaai (fietspad 2022)
  - fietsonderdoorgang Bargiebrug (2006)
- Zuidkaai (met fietspad)
- Groendreef (met fietspad)
  - fietsonderdoorgang Jozef Guislainbrug (R40, voor 2000)
- Groendreef (fietsstraat sinds 2020)
- Gérard Willemotlaan (fietsstraat sinds 2020)
- Trekweg (fietsstraat sinds 2012)